# Шарувато-купчасті хмари
Шарувато-купчасті хмари (stratocumulus) — хмари у вигляді сірих чи білих пасом, валів, між якими просвічує небо. Висота хмар від 50 до 1000 м, вертикальна потужність невелика. Міжнародна назва — Stratocumulus. Утворюються при порушенні шаруватих хмар, чи при злитті купчастих. Позначаються символом . Опади зазвичай не випадають.

## Опис

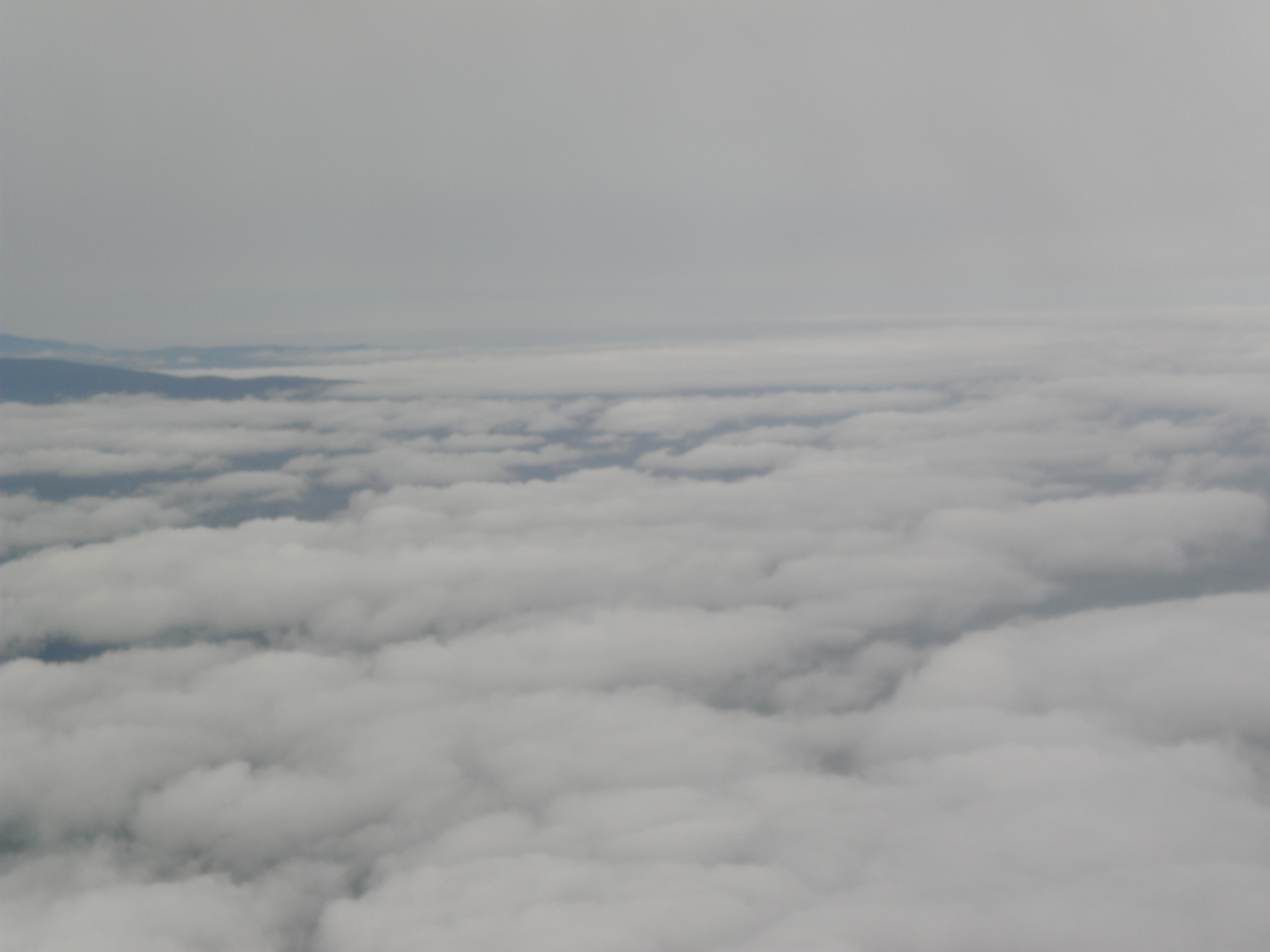
Фотографія шарувато-купчастих хмар з літака

Виглядають як сірі хмари, що складаються з великих гряд (хвиль), пластин або пластівців, розділених просвітами або зливаються в суцільний сірий хвилястий покрив.
Висота основи коливається в межах 0,6-1,5 км. Товщина шару — від 0,2 до 0,8 км.
Шарувато-купчасті хмари складаються переважно з дрібних крапельок води (радіусом найчастіше 5-7 мкм з коливаннями від 1 до 60 мкм), взимку переохолоджених. В окремих випадках серед крапель є домішка деякої кількості крижаних кристалів (пластинок) і сніжинок.
При суцільному покриві щільних шарувато-купчастих хмар сонце взагалі не просвічує і місце розташування його на небі визначити важко. Якщо хмари маються просвіти або більш тонкі частини у країв хмари, то сонце і місяць можуть часом просвічувати, причому утворюються вінці.
Опади з більшості різновидів шарувато-купчастих хмар, як правило, не випадають. З шарувато-купчастих непрозорих хмар (Stratocumulus opacus) можуть випадати слабкі нетривалі опади у вигляді дощу або рідкого снігу (взимку іноді і з шарувато-купчастих просвічуючих).
Поблизу верхньої крайки шарувато-купчастої хмарності існує дуже висока концентрація крапель переохолодженої води. Тому є висока ймовірність обмерзання.

## Формування

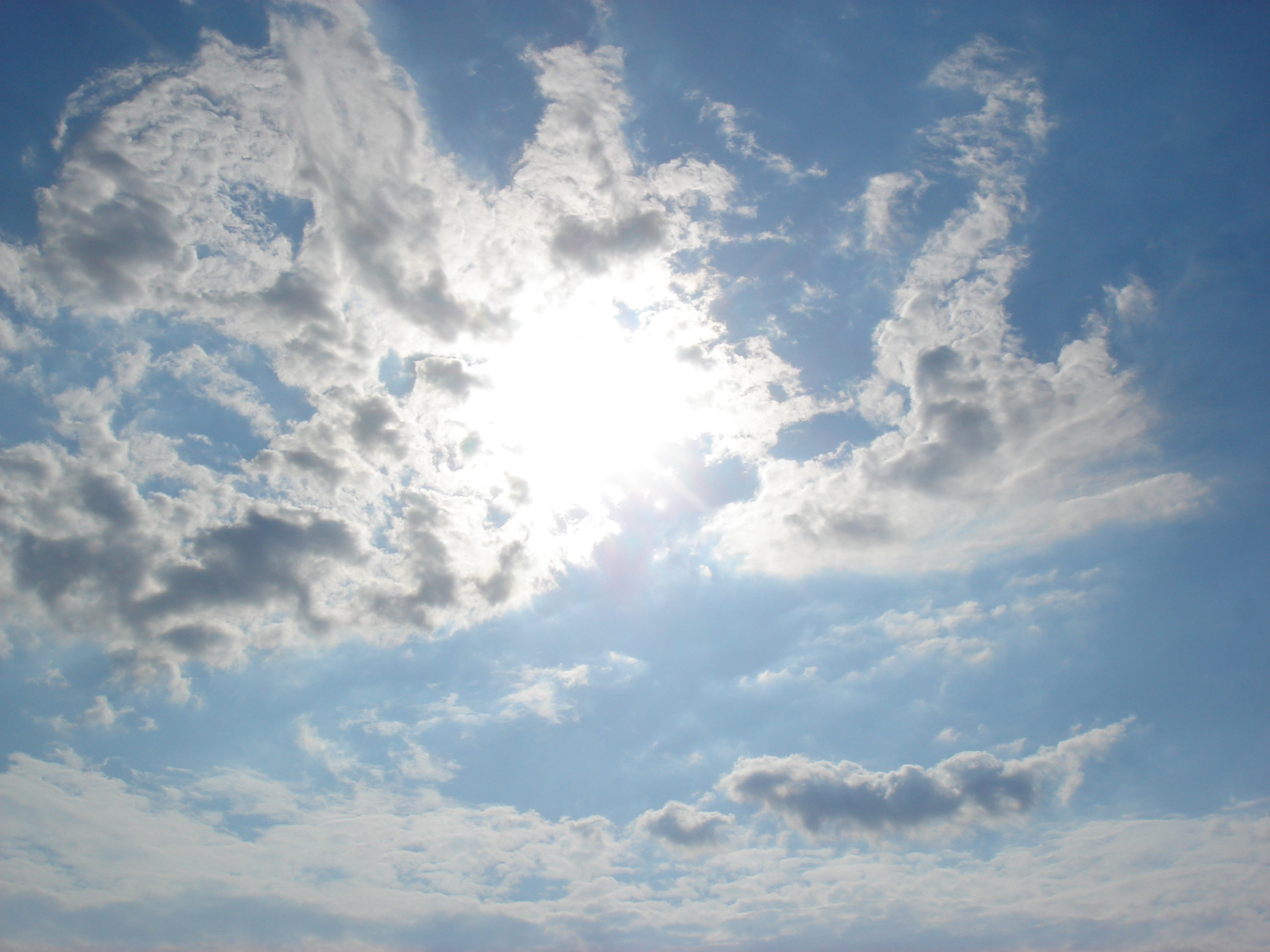
Шарувато-купчасті хмари закривають сонце

Шарувато-купчасті хмари можуть утворюватися з високо-купчастих, коли невеликі макроскопічні елементи виростають до достатнього розміру. Також вони іноді утворюються біля основ шаруватих, або частіше шарувато-дощових хмар, в результаті турбулентності або конвекції в шарах зволожених шляхом випарювання опадів; також може сформуватись шляхом перетворення шарувато-дощових. Також можуть формуватися в результаті підйому шарів шаруватих хмар або в результаті конвективної або хвильової трансформації шаруватих хмар, з, або без зміни висоти.
Шарувато-купчасті хмари часто утворюються в результаті розтікання купчастих або купчасто-дощових хмар. Також вони можуть також утворюватись з купчастих в результаті сильного зрушення вітру. Формування шарувато-купчастих із купчастих хмар часто відбувається в той вечір, коли конвекція припиняється і, внаслідок, куполоподібні вершини купчастих хмар згладжуються.

## Класифікація

### Stratocumulus undulatus (Sc. und.)
Хвилястий різновид. Поділяється на такі типи:
- Stratocumulus translucidus (Sc trans.) — просвічуючі. У цих хмарах їх елементи (гряди, пластини або пластівці) розташовуються нещільно, не зливаються один з одним. У проміжках між ними видно верхній шар хмар або блакитне небо. У деяких випадках певних розривів у хмарному покриві немає, але є значно більш тонкі і тому більш освітлені ділянки.

- Stratocumulus opacus (Sc op.) — щільні непрозорі. Являють собою шар темно-сірих щільних хмар, що складаються з груд або пластин, які зливаються. Коли елементи Sc op. зливаються повністю і шар стає однорідним, то вони переходять в шарувато-дощові Ns або шаруваті St хмари. Назва Sc зберігається до тих пір, поки ще нижня поверхня хмари досить виразна і на ній можна розрізнити вали, гряди або окремі пластини.

- Stratocumulus lenticularis (Sc lent.) — сочевицеподібні. Окремі, порівняно плоскі, витягнуті в довжину сочевицеподібні хмари, розташовані в нижньому ярусі. Sc lent, типові, зокрема, для полярних країн. Іноді вони утворюються біля крутих підвітряних схилів височин (гір).

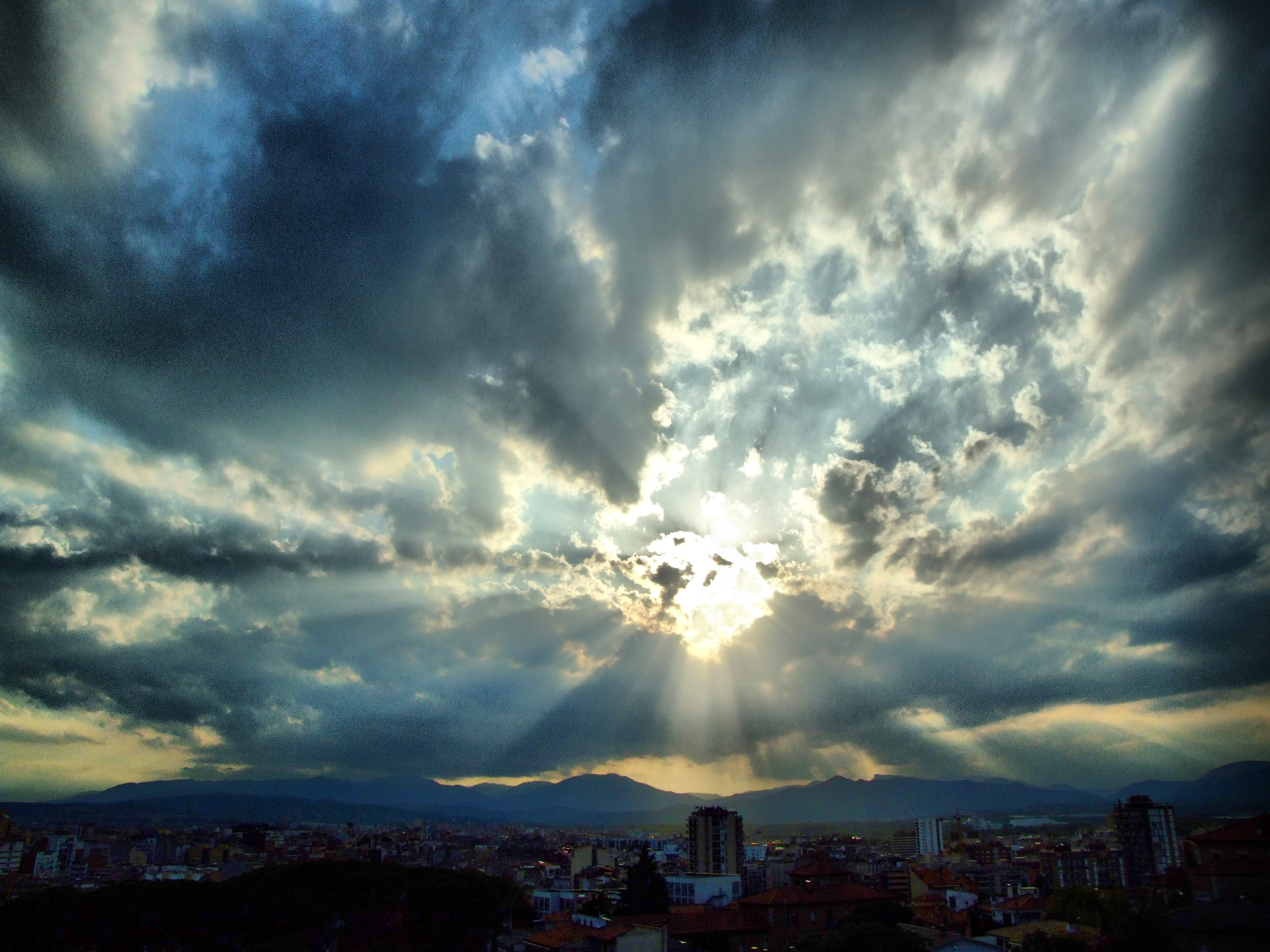
Stratocumulus translucidus
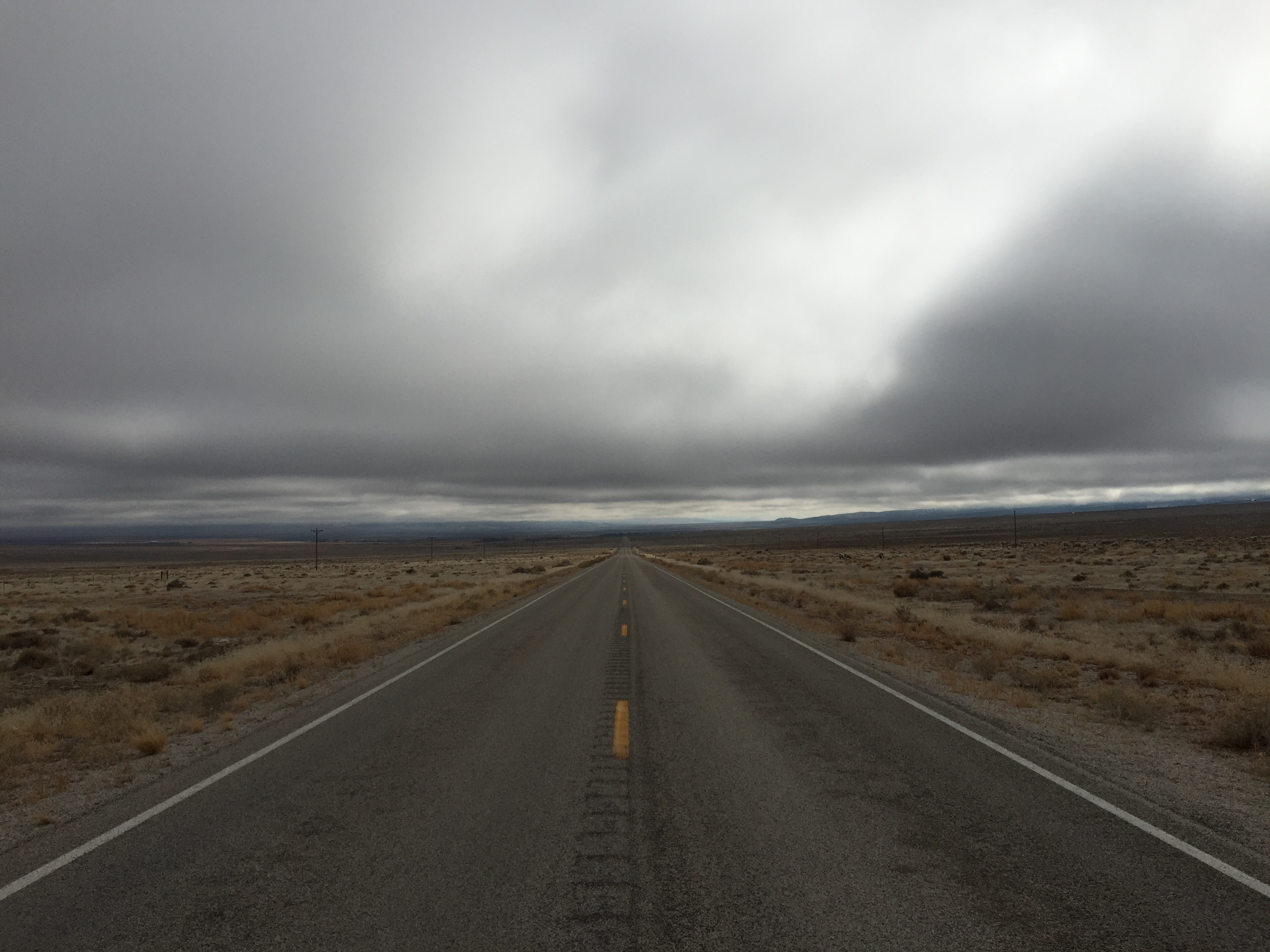
Stratocumulus opacus
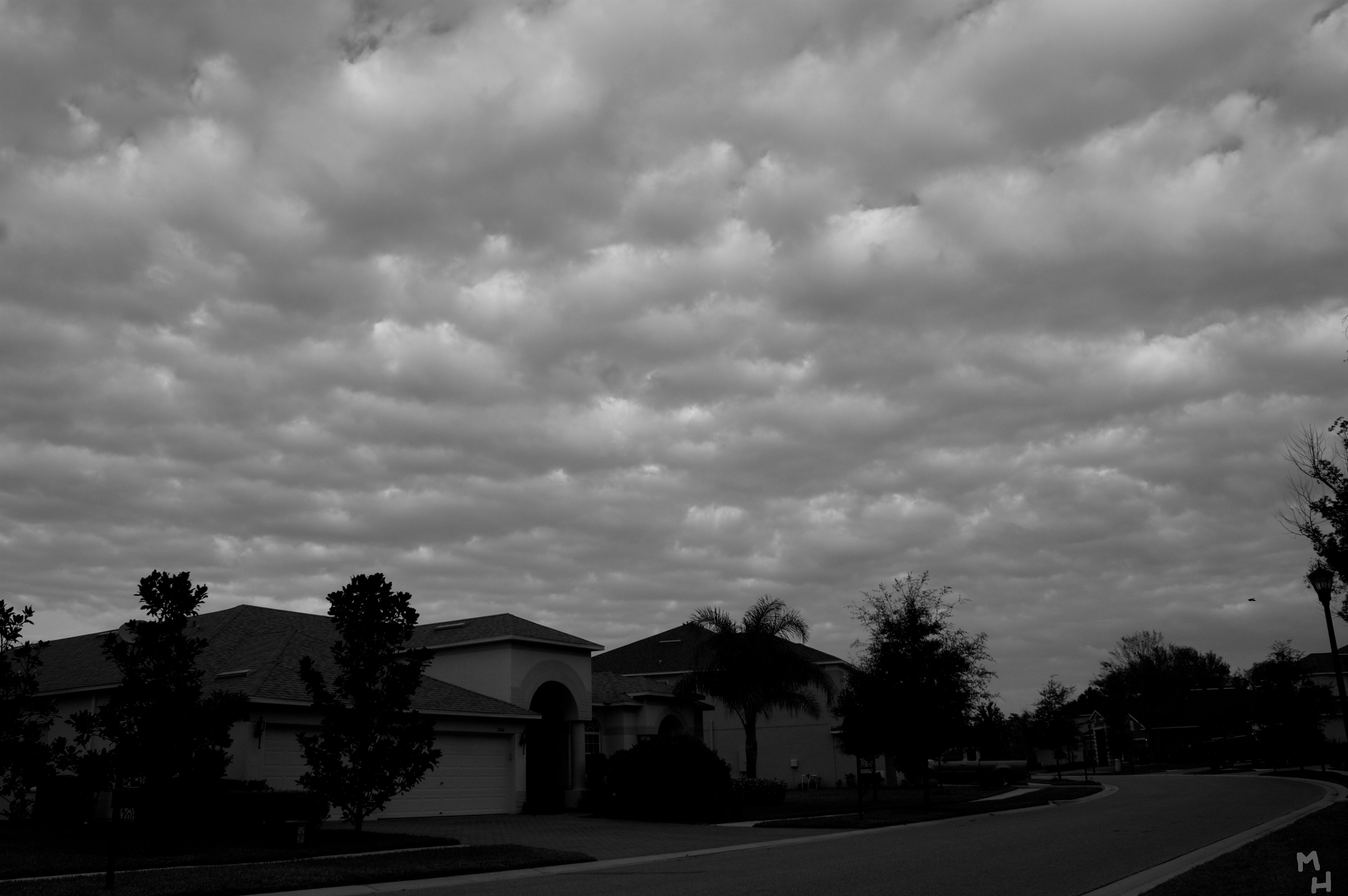
Stratocumulus lenticularis

### Stratocumulus cumuliformis (Sc cuf.)
Купчастоподібний різновид. Поділяється на такі типи:
- Stratocumulus castellatus (Sc cast.) — баштовидні. Шарувато-купчасті хмари, місцями ростуть вгору у вигляді башточок і куполів або схожі на бульбашкову піну (верхня частина хмар). Вони мають схожість з купчастими хмарами, але відрізняються тим, що являють собою не окремі чітко окреслені хмари, а деякий шар (подібно іншим видам stratocumulus), з якого ростуть вежі. Ці хмари типові для передгрозового стану неба. При денному розвитку можуть перетворюватися в купчасті потужні хмари (cumulus congestus).

- Stratocumulus diurnalis (Sc diur.) — денні, що розтікаються. Sc diur. утворюються з купчастих при їх розтіканні, тільки розтікання відбувається не в середньому, а в нижньому ярусі (під кордоном інверсії, розташованому достатньо низько). Sc diur. мають вигляд протяжного горизонтального шару хмар або витягнутих гряд. У початковій стадії утворення Sc diur. ясно видно їх зв'язок з купчастими хмарами, окремі вершини можуть виступати з шару хмар тривалий час.

- Stratocumulus vesperalis (Sc vesp.) — вечірні, що розтікаються. Ці хмари виникають ввечері при звичайному розтіканні купчастих хмар у зв'язку з ослабленням висхідних рухів повітря (конвекції). Мають вигляд плоских подовжених гряд хмар, що утворюються при опаданні вершин купчастих хмар і розтіканні їх основ.

- Stratocumulus mammatus (Sc mam.) — вим'яподібні. Мають вигляд кулястих мас на тлі інших хмар.

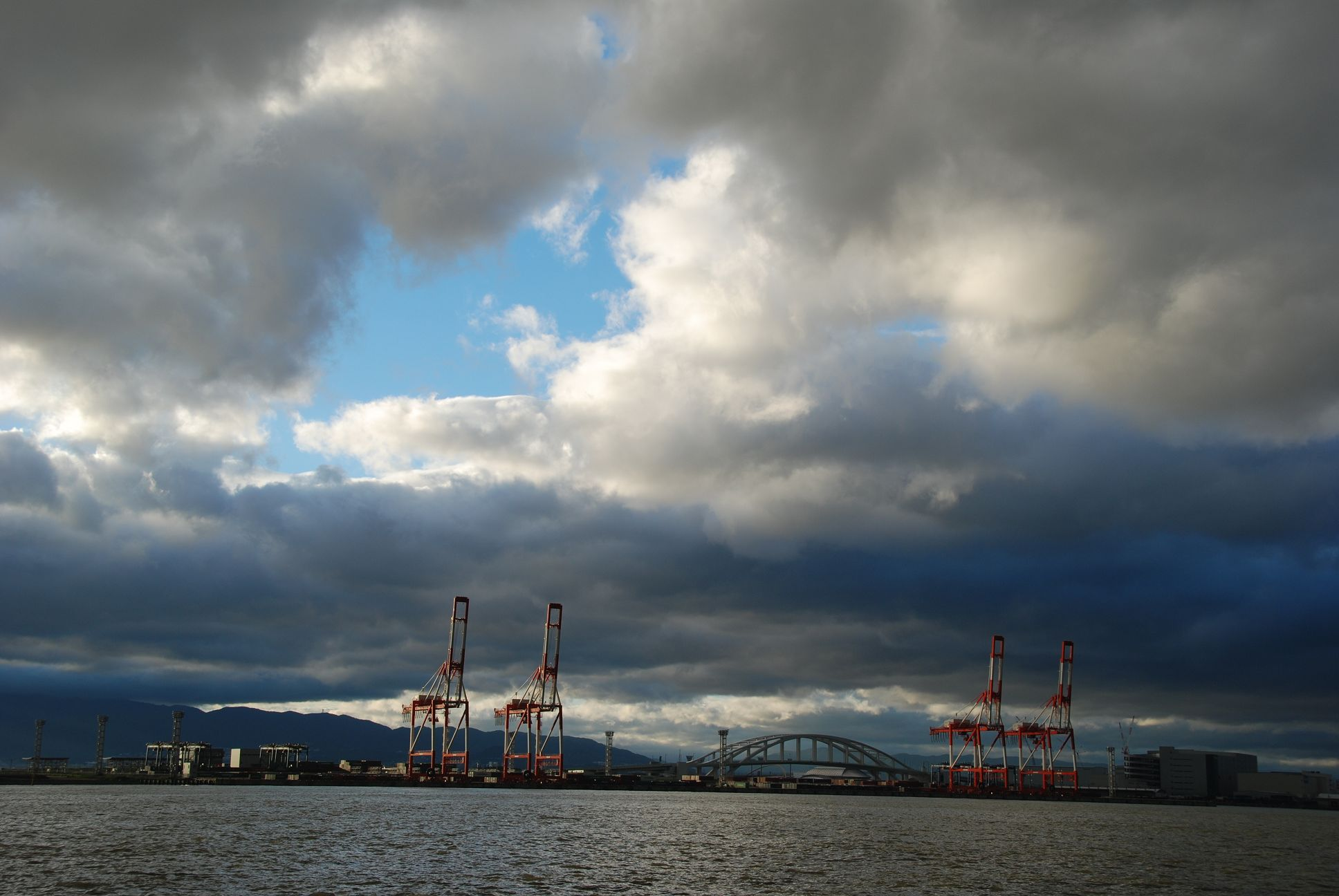
Stratocumulus castellatus
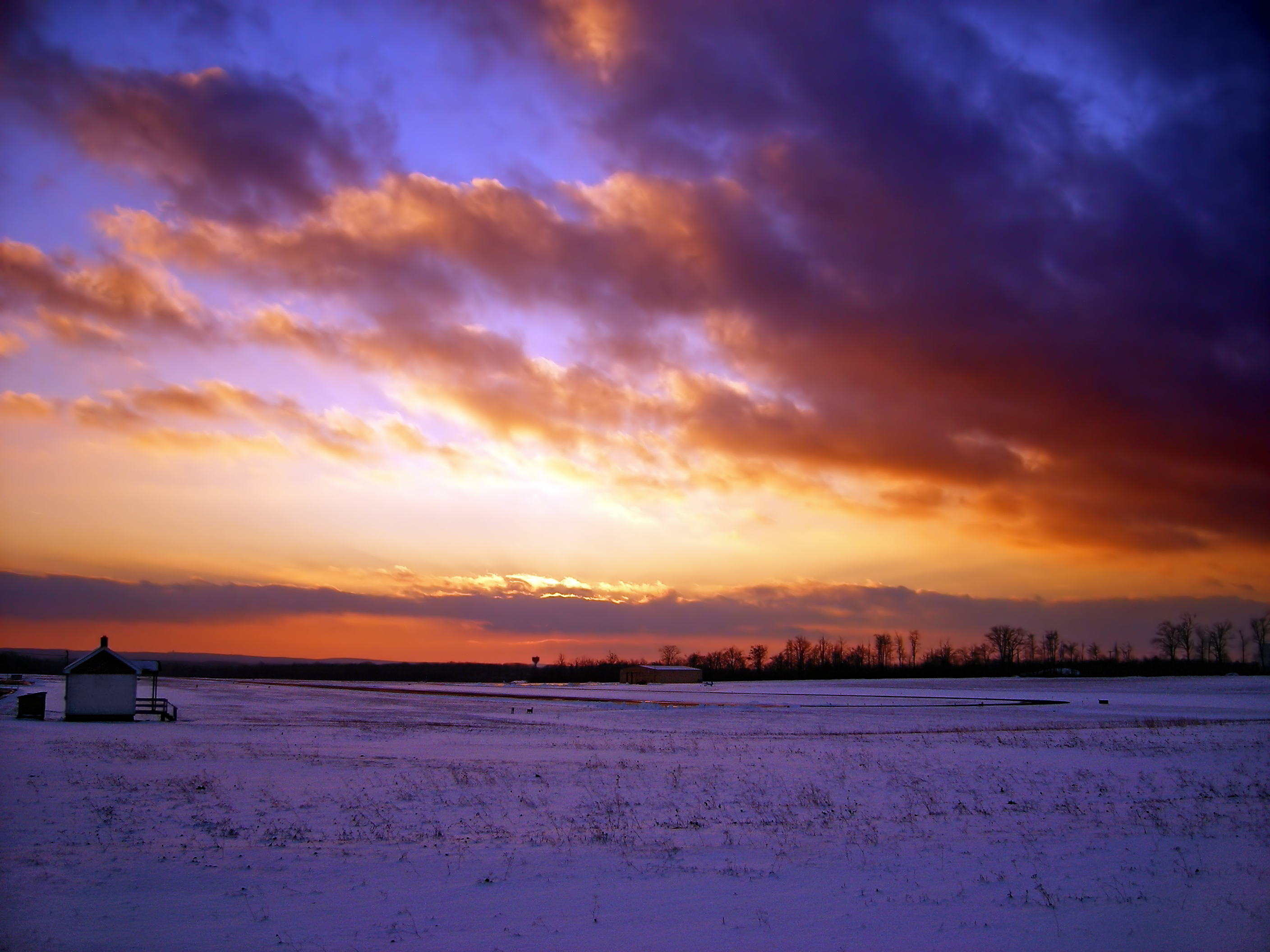
Stratocumulus diurnalis
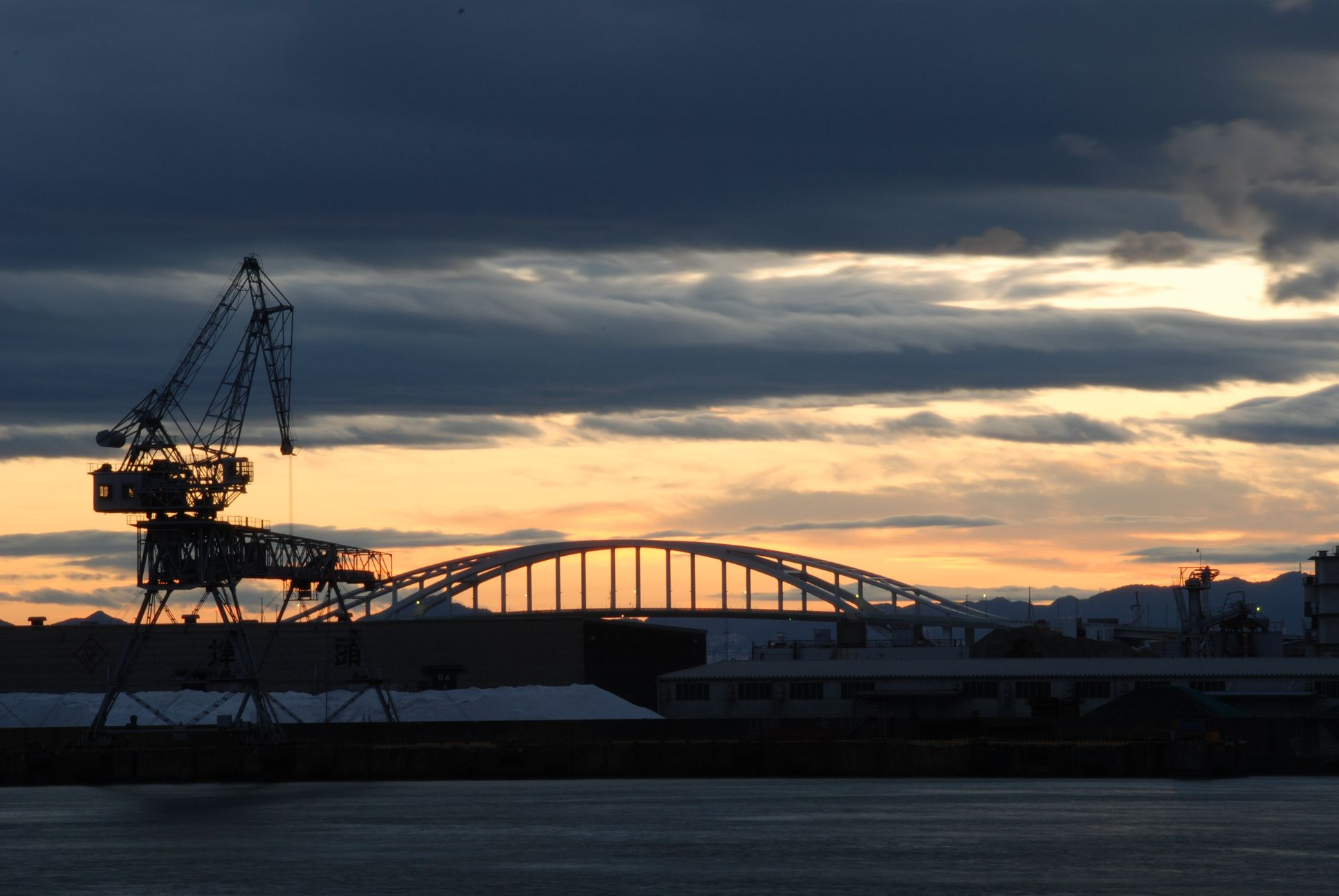
Stratocumulus vesperalis
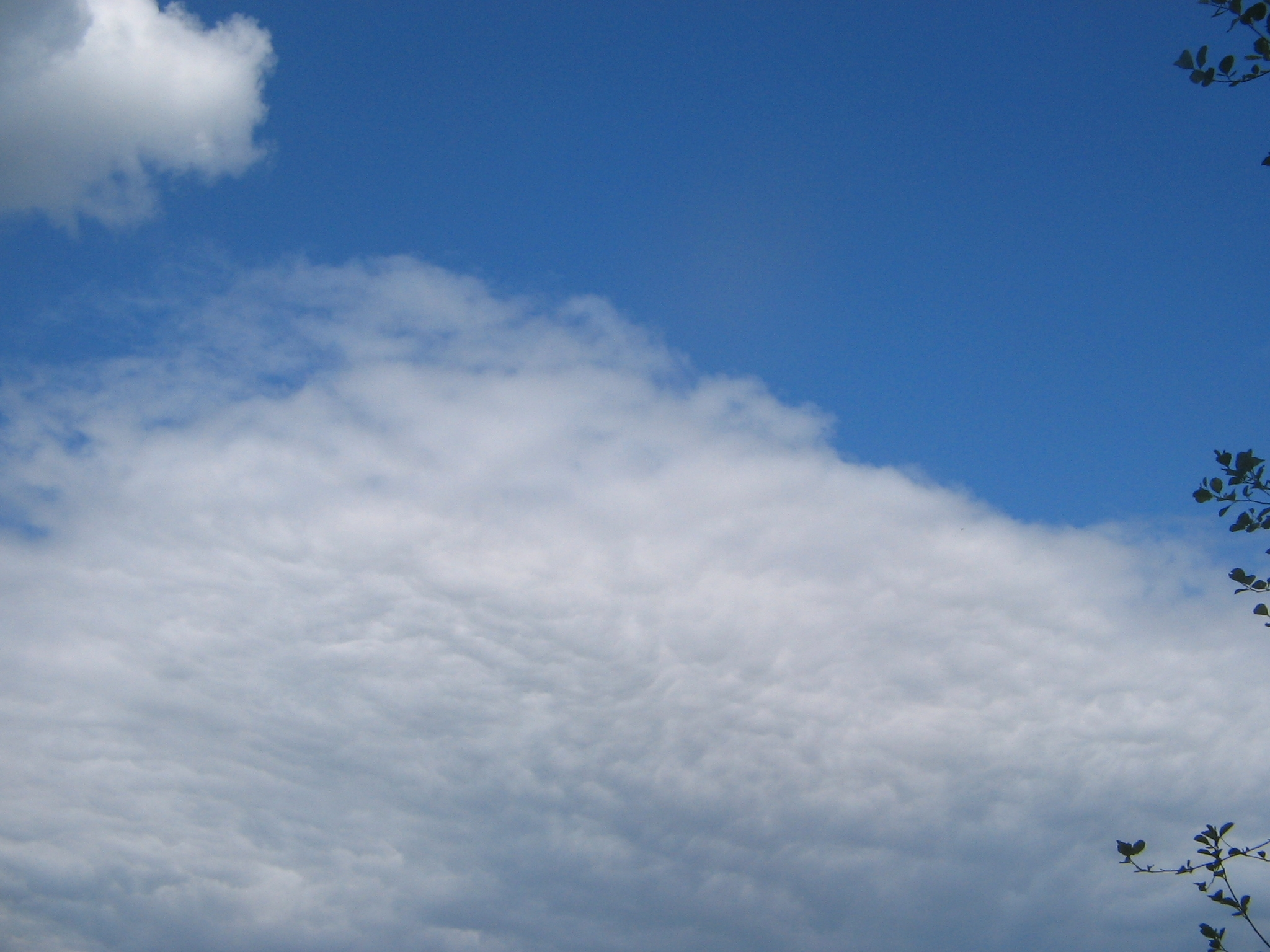
Stratocumulus mammatus

## Зв'язок з іншими формами

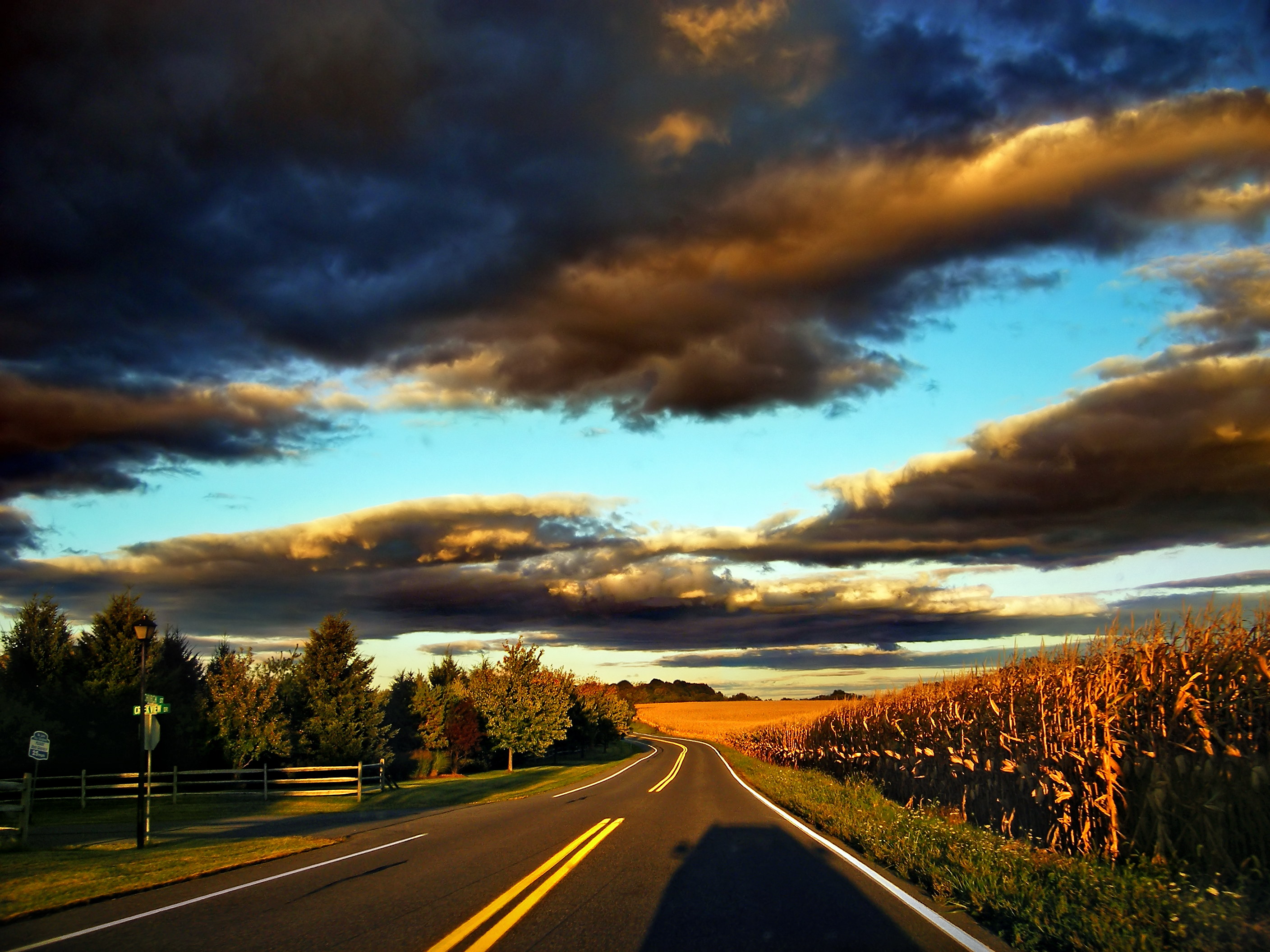
Шарувато-купчасті хмари в Пенсільванії

Шарувато-купчасті хмари можуть спостерігатися одночасно із високо-купчастими. Ряд різновидностей Stratocumulus cumuliformis. утворюється при розпаді купчастих або купчасто-дощових хмар. Але й самі шарувато-купчасті хмари при посиленій конвекції можуть розвиватися і переходити у купчасті, особливо часто проходить це із Stratocumulus castellatus. При наближенні фронту, шарувато-купчасті хмари можуть змінюватися шарувато-дощовими (Nimbostratus), що супроводжується випаданням довготривалих опадів. Навпаки, при послабленні процесів конденсації у кінці проходження хмарної системи Nimbostratus можуть перейти у Stratocumulus. При послабленні хвильових рухів повітря і переважанні турбулентного перемішування Sc можуть перейти у шаруваті (Stratus).

## Відмінності від інших типів хмар
При визначенні шарувато-купчастих хмар можуть виникнути труднощі в розрізненні шарувато-купчастих хмар від високо-купчастих, високо-шаруватих непросвічуючих, шаруватих, шарувато-дощових і купчастих.
Найбільш істотні відмінності шарувато-купчастих і високо-купчастих хмар: шарувато-купчасті хмари розташовуються більш низько і складаються з більш великих елементів. Умовно приймається, що розмір елементів Sc перевищує десятикратний діаметр сонця (не зачиняються трьома пальцями витягнутої руки).
Шарувато-купчасті непросвічуючі відрізняється від високо-шаруватих головним чином по висоті. Крім того, у As менше виражена хвиляста будова і самі хвилі не мають правильного чергування, а представляють окремі витягнуті по горизонталі ущільнення неправильної форми. Шарувато-купчасті непросвічуючі мають правильні хвилі. Крім того, високо-шаруваті хмари часто мають волокнисту будову, якої не буває у Stratocumulus. Колір Altostratus синюватий, покрив шарувато-ккпчастих — сірого або жовтувато-сірого кольору.

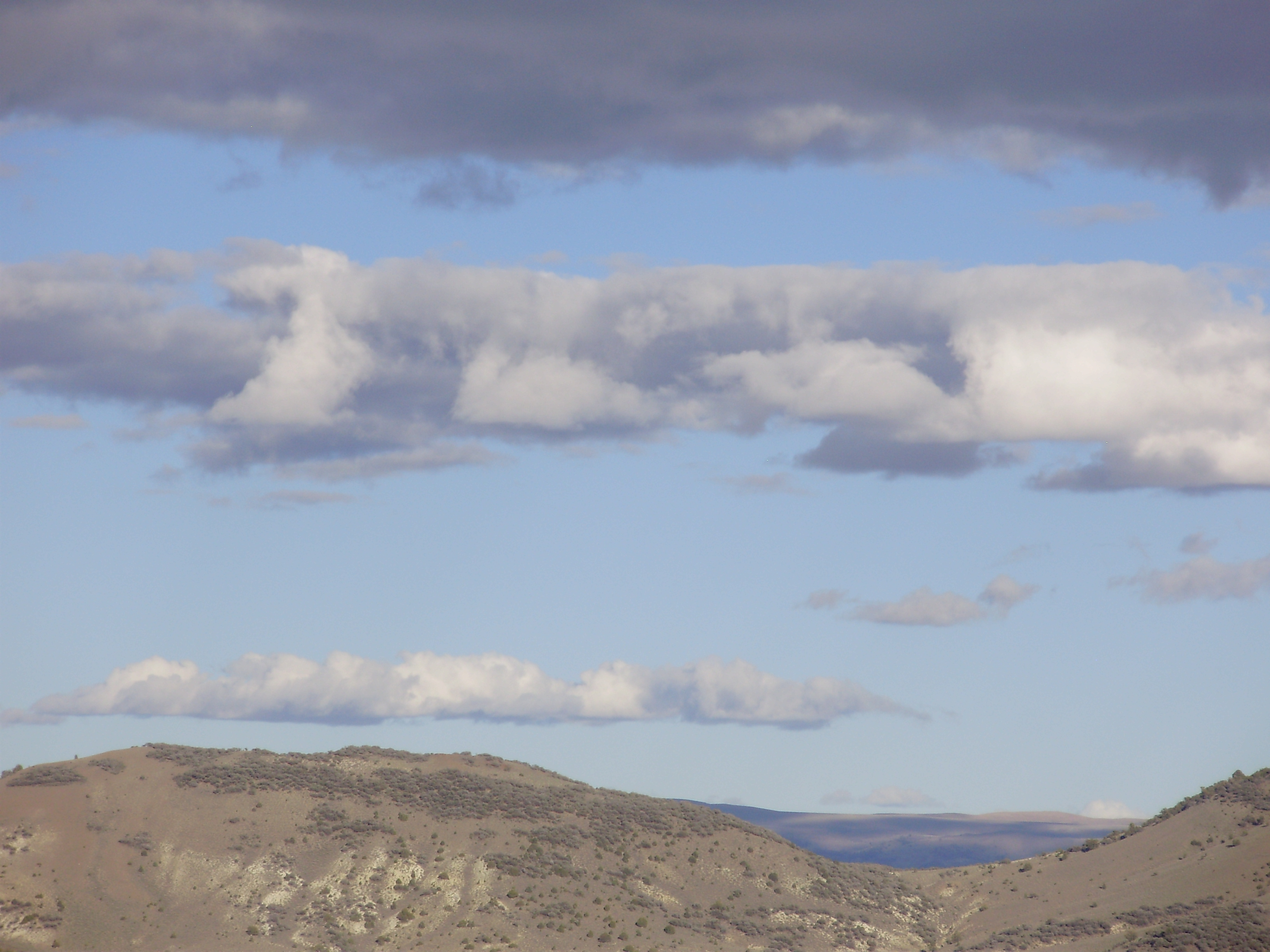
Дуже часто шарувато-купчасті хмари можна сплутати з купчастими

Від шарувато-дощових хмар шарувато-купчасті непросвічуючі відрізняються хвилястою будовою і зазвичай відсутністю опадів. Корисно при розпізнаванні шарувато-купчастих хмар від високошаруватих і шарувато-дощових враховувати тип погоди, оскільки високошаруваті і шарувато-дощові хмари є переважно хмарами фронтальних систем, тоді як шарувато-купчасті утворюються, здебільшого, всередині однорідних повітряних мас. Знання попередньої історії хмарної системи дозволяє більш точно визначити форму хмар.
Від шаруватих хмар шарувато-купчасті відрізняються більшою висотою основи і більш яскраво вираженою хвильовою структурою.
Від купчастих хмар (які іноді теж розташовуються грядами) шарувато-купчасті відрізняються великою довжиною гряд і відсутністю куполоподібних вершин (крім різновиду Stratocumulus castellatus, у якої виступаючі куполи й вежі порівняно невеликі і швидко змінюють обриси). При розтіканні купчастих хмар слід вважати, що вони перейшли в шарувато-купчасті, коли хмари, які розтеклись, утворили досить однорідний і плоский шар або гряди. Може спостерігатися і перехідна форма stratocumulus (Cumulus), якщо перехід однієї форми в іншу ще не повністю здійснився.